# Операрио (футбольный клуб, Лагоа)
«Операрио» (порт. Clube Operário Desportivo) — португальский футбольный клуб из города Лагоа, основанный в 1948 году. В настоящее время выступает в региональной лиге Азорских островов. Самым принципиальным противником «Операрио» является «Санта-Клара».

## Обзор
В настоящий момент клуб играет в любительском региональном чемпионате Азорских островов, пятом по уровню дивизионе в системе лиг Португалии. Клуб был основан в 1948 году, официальным домашним полем является «Стадион Жуана Гуальберту Борхеса Арруды», рассчитанный на 2 500 зрителей. Официальные цвета команды — красный, белый и синий. Команда является членом Футбольной ассоциации Понта-Делгада и в течение нескольких лет выступала в чемпионате муниципалитета. Кроме того, «Операрио» неоднократно принимал участие в Кубке Португалии.

## История клуба
Коллектив был официально основан 2 января 1948 года Жуаном ду Рего Лопесом, бригадиром завода в городе Лагоа. Руководство фабрики согласилось поддержать команду сотрудников предприятия. В первые годы существования команда носила наименование «Fábrica do Álcool», а позже получила название «Operário», а позже вновь сменил название на «Pica-Ferrugem».
Последовавшее вскоре после этого расформирование двух других городских команд, «Ос Лейнес» и «Ос Вермельюс», привело к притоку в «Операрио» новых игроков, включая Фернандо Рейса (вратарь), Хасинто Мачадо, Назаре, Рауля Брума и Антониу Амарала.
Клуб начал расти и вскоре переехал с территории фабрики в небольшой дом на улице Руа-да-Фабрика, который позже был приобретен руководством команды и до сих пор используется клубом в качестве своей официальной штаб-квартиры. 
В 1994 году владельцы клуба под руководством председателя Жозе Эдуардо Мартинса Моты предприняли крупный проект по реконструкции стадиона. Процесс был начат в 1995 году и окончательно завершен в 2005 году.
Свое первое соревнование на профессиональном уровне клуб выиграл в сезоне 1968/69, став чемпионом первенства 1-го дивизиона округа Понта-Делгада и обладателем окружного Кубка.
В следующем сезоне «Операрио» стал чемпионом Азорских островов. Клуб добился значительного прогресса в сезоне 1990/91, вновь выиграв чемпионат 1-го дивизиона Понта-Делгада и чемпионат Азорских островов. На этот раз они получили повышение в Терсейру, третий по силе национальный дивизион, в своем дебютном сезоне 1991/92 коллектив выступал вместе с командами материковой части Португалии в Серии Е, заняв в итоге десятое место в турнирной таблице.
«Операрио» стабильно отыграл на этом уровне вплоть до сезона 1997/98, когда стал победителем «Сери Асорес» и получил повышение в Сегунду, второй по силе дивизион. За последние 14 сезонов клуб провел все, кроме одного, в Сегунде. Лучшего результата в своей истории команда достигла в сезоне 2007/08, финишировав второй в Серии D.